# مطابقة مشهد رقمي بمنطقة الارتباط
مطابقة مشهد رقمي بمنطقة الارتباط هو نظام توجيه الصواريخ يستخدم في الصواريخ الجوالة. يعمل النظام بمقارنة صورة تؤخذ أثناء الطيران بصور قد تم تحميلها في نظام الصاروخ. يستخدم النظام عادة مع أنظمة أخرى ليزيد دقة السلاح، ويعمل في المراحل الأخيرة من طيران الصاروخ. إحدى الأسلحة التي يستخدم فيه النظام هو الصاروخ البي جي أم-109 توماهوك.